# Ashes of Hope
Ashes of Hope er en amerikansk stumfilm fra 1917 af Walter Edwards.

## Medvirkende
- Belle Bennett som Gonda
- Jack Livingston som Jim Gordon
- Jack Richardson
- Percy Challenger som Flat Foot
- Josie Sedgwick som Belle